# 铺上镇
铺上镇，原为铺上乡，是中华人民共和国河北省邯郸市大名县下辖的一个乡镇级行政单位。

## 行政区划
铺上镇下辖以下地区：
铺上村、菜屯村、常马庄村、东南屯村、郑马庄村、郝马庄村、豆庄村、西李二庄村、宿庄村、圈里村、罗庄村、高寨村、前宋村、后宋村、小屯村、前兆固村、后兆固村、李二庄村、石家庄村、申庄村、连庄村、韩庄村、田水坑村、前磨庄村和后磨庄村。